# Famille Zerdahelyi
La famille Zerdahelyi de Nyitrazerdahely (en hongrois : nyitrazerdahelyi Zerdahelyi család) était une famille aristocratique hongroise.

## Origines
Originaire du comté de Fejér, elle est issue de la famille Bicskei. István Bicskei (1419) s'installe dans la comté de Nyitra et prend le nom du domaine de Zerdahely. Son petit-fils Benedek (fl. 1432-1490) est alispán de Nyitra. László et István Zerdahely reçoivent le droit du sang (pallósjog) en 1443. Pál Zerdahelyi est titré comte en 1802. La branche comtale s'éteint avec lui en 1824.

## Membres notables
- András Zerdahelyi, alispán de Nyitra, castellan (várnagy) du château de Zerdahely (1552).
- Mihály Zerdahelyi (fl. 1589-1620), alispán de Nyitra, diplomate.
- Pál Zerdahelyi, juge noble (szolgabíró) de Nyitra, alispán. Frère du précédent.
- György Zerdahelyi (ca 1660°), capitaine du comté de Nyitra et capitaine kuruc.
- János Zerdahelyi († 1716), capitaine kuruc, fils du précédent.
- János Zerdahelyi (1731-1785), alispán de Nyitra, conseiller du roi. Frère du suivant.
- Gábor Zerdahely (sk) (1742-1813), évêque de Besztercebánya (1801-1813).
- Ferenc Zerdahelyi (1783-1858), conseiller impérial. Frère du suivant.
- József Zerdahelyi (1778-1861), chambellan, président de la Table et conseiller royal, chevalier de l'Ordre de Saint-Étienne de Hongrie.
- Károly Zerdahelyi, alispán de Liptó, fils du précédent.

## Liens, sources
- Samu Borovszky: Magyarország vármegyéi és városai, Nyitra vármegye, 1899.
- Iván Nagy: Magyarország családai, Vol XI-XII., Pest, 1857-1868
- MACSE: Hungarian Society for Family History Research